# ورتش‌تولنا
وِرتِش‌تولنا (به مجاری:  Vértestolna) یک شهرداری در مجارستان است که در ناحیه تاتا واقع شده‌است. ورتش‌تولنا ۱۶٫۹۵ کیلومتر مربع مساحت و ۵۲۸ نفر جمعیت دارد.